# Paraxantharus brittae
Paraxantharus brittae is een eenoogkreeftjessoort uit de familie van de Scolecitrichidae. De wetenschappelijke naam van de soort is voor het eerst geldig gepubliceerd in 2006 door Schulz.